# Спящая цыганка
«Спящая цыганка» (фр. La Bohémienne endormie) — картина французского художника-примитивиста Анри Руссо, написанная в 1897 году.  Представляет из себя фантастическое изображение льва, размышляющего над спящей женщиной в лунную ночь. Картина хранится в Музее современного искусства в Нью-Йорке, которому она была подарена Саймоном Гуггенхайм в 1939 году.

## Описание
Руссо описал свою картину следующим образом: «Странствующая негритянка, играющая на мандолине, лежит рядом со своим кувшином (вазой с питьевой водой), одолеваемая усталостью в глубоком сне. Лев случайно проходит мимо, улавливает ее запах, но не пожирает ее. Эффект лунного света очень поэтичен. Сцена разворачивается в совершенно засушливой пустыне. Цыганка одета в восточный костюм».
На картине темнокожая женщина — цыганка, которую во французской литературе связывают то с Богемией, то с Египтом, — спит среди засушливого пейзажа с горами на заднем плане, под темным небом с несколькими звездами и полной луной. На ней длинная мантия с радужными разноцветными полосами, возможно, джеллаба или галабея, и лежит на таком же полосатом покрывале. В правой руке она держит посох, а рядом с ней лежат мандолина и высокий кувшин с тонким горлышком. Пока она продолжает пассивно лежать, к ней подошел гривистый лев и наклонил голову, чтобы осторожно понюхать.

## Провенанс
Картина впервые была вставлена на Салоне независимых, после чего Руссо безуспешно пытался продать её мэру своего родного города Лаваля. В письме к нему художник писал:

Имею честь обратиться к Вам в качестве земляка, который, являясь художником-самоучкой, хотел бы, чтобы его родной город приобрёл одно из его новых произведений. Я предлагаю купить жанровое полотно «Спящая цыганка». Странствующая цыганка, исполнительница песен под мандолину спит глубоким сном, сломленная усталостью, рядом с ней изображён лежащий кувшин (внутри него питьевая вода). Неожиданно появляется лев, обнюхивает её, однако не трогает девушку. Всё утопает в лунном свете, царит поэтичная атмосфера. Действие происходит в иссушенной пустыне. Цыганка одета в восточные одежды. Я уступлю Вам картину за сумму 1800—2000 франков, потому что был бы счастлив, если бы в Лавале осталась память об одном из его сыновей. В надежде на то, что моё предложение будет благосклонно принято, примите, господин мэр, заверения в моём уважении. Анри Руссо, художник, улица Верцингеториг, 15, Париж.

Письмо осталось без ответа, и картина оказалась в частной коллекции парижского торговца углём, где и оставалась до 1924 года, когда была замечена художественным критиком Луи Вокселем. В том же году торговец произведениями искусства Даниэль-Анри Канвейлер приобрёл «Спящую цыганку», несмотря на сомнения в её подлинности. Полотно позже было куплено историком искусства Альфредом Х. Барром младшим для Нью-Йоркского музея современного искусства.